# C/Z Records
C/Z Records fue una compañía discográfica estadounidense fundada en 1985 por Chris Hanzsek y Tina Casaley, y cesada en el 2001. Fue una de las discográficas que hicieron apoyo del movimiento del grunge en la década de 1990, pero también apoyo en su momento a otros grupos del rock de distintos géneros. fue competencia de discográficas como Sub Pop, SST Records, entre otras.
Actualmente desde su cese en el 2001, su música la distribuye Zoo Entertainment y Volcano Entertainment.

## Algunos artistas de la discográfica
- 7 Year Bitch
- Built to Spill
- Coffin Break
- Green River
- Love Battery
- Malfunkshun
- Melvins
- Skin Yard
- Soundgarden
- The Gits
- Treepeople